# Tobias Just
Tobias Just (* 5. Oktober 1970 in Berlin) ist ein deutscher Volkswirt und Inhaber des Lehrstuhls für Immobilienwirtschaft an der IREBS International Real Estate Business School der Universität Regensburg sowie Wissenschaftlicher Leiter und Geschäftsführer der IREBS Immobilienakademie.

## Biografie
Tobias Just studierte Volkswirtschaftslehre an den Universitäten Hamburg und Uppsala/Schweden. Seine anschließende Promotion an der Helmut-Schmidt-Universität der Bundeswehr Hamburg zum Thema Globalisierung und Ideologie wurde 2001 mit dem Wissenschaftspreis der Universität ausgezeichnet.
Von 2001 bis Oktober 2011 war Tobias Just als Senior Economist bei Deutsche Bank Research tätig; seit Anfang 2008 leitete er die Branchen- und Immobilienmarktanalyse.
Tobias Just nahm regelmäßige Lehraufgaben an der Technischen Universität Berlin sowie an der IREBS Immobilienakademie wahr. 2006 war Tobias Just Research Fellow am American Institute of Contemporary German Studies an der Johns-Hopkins-Universität Washington DC. 2010 wurde er mit der Schrift Demografie und Immobilien an der TU Berlin habilitiert.
Seit 2011 ist Tobias Just Inhaber des Lehrstuhls für Immobilienwirtschaft an der IREBS International Real Estate Business School der Universität Regensburg sowie Wissenschaftlicher Leiter und Geschäftsführer der IREBS Immobilienakademie.
Von 2012 bis 2015 war er Mitglied im Vorstand der Initiative Corporate Governance der deutschen Immobilienwirtschaft e.V. und von 2012 bis 2018 Mitglied im Executive Management Committee des Urban Land Institute Germany.
Der Jury für den Innovationspreis des German Council of Shopping Centers e.V. trat Tobias Just im Jahr 2013 bei. Neben seiner Tätigkeit als Lehrstuhlinhaber war Tobias Just von 2013 bis 2015 Vize-Präsident und von 2015 bis 2021 Präsident der Gesellschaft für Immobilienwirtschaftliche Forschung e. V. (gif) und Herausgeber der ZIÖ Zeitschrift für Immobilienökonomie. Im April 2021 wurde er zum Ehrenmitglied der gif ernannt.
Zwischen 2015 und 2018 war Tobias Just zusätzlich Mitglied des Präsidiums des ZIA Zentraler Immobilien Ausschuss e.V. Von November 2016 bis Juni 2023 war Tobias Just Mitglied des Aufsichtsrats der Helaba Invest Kapitalanlagegesellschaft mbH.

## Auszeichnungen
- 2021: Ernennung zum Ehrenmitglied der gif Gesellschaft für Immobilienwirtschaftliche Forschung[1]
- 2017: Ernennung ehrenhalber zum Fellow of the Royal Institution of Chartered Surveyors (FRICS) durch die RICS.[4]
- 2015: F.A.Z.-Ökonomenranking 2015: Deutschlands einflussreichste Ökonomen, Platz 93[5]
- 2013: „Kopf der Immobilienwirtschaft“ durch die Immobilienfachzeitschrift „Immobilienwirtschaft“ (gekürt von führenden Immobilien-Journalisten)[6]
- 2001: Auszeichnung der Promotion an der Helmut-Schmidt Universität der Bundeswehr Hamburg zum Thema „Globalisierung und Ideologie“ mit dem Wissenschaftspreis der Universität[7]

## Publikationen (Auswahl)
- mit Simon Wiersma (2025) Immobilienfinanzierung durch Markt und Regulierung belastet. In: ORDO ahead of print, doi.org/10.1515/ordo-2024-2011.
- mit Hannah Salzberger (2024) Structural and Cyclical Risks in Housing Markets in OECD Countries. In: Intereconomics 59 (3), 2024, 167–175.
- mit Rupert K. Eisfeld (2024): Urban Density versus Regional Dispersion: On the Risks in High-Density Conurbations in Germany during COVID-19. In: Sustainable Cities and Society 108 (105503), 2024, S. 1–17, doi:10.1016/j.scs.2024.105503.
- mit Franziska Plößl (2024): News coverage vs sentiment: evaluating German residential real estate markets. In: International Journal of Housing Markets and Analysis 17 (2), 2024, 395–417, doi:10.1108/IJHMA-07-2022-0102.
- mit Franziska Plößl und Nino Martin Paulus (2023): Trade vs. daily press: the role of news coverage and senti-ment in real estate market analysis. In: Journal of Property Research 40 (4), 2023, S. 333–364, doi:10.1080/09599916.2023.2199764 (ausgezeichnet mit dem Real Estate Cycles Award 2023 der American Real Estate Society[8]).
- mit Franziska Plößl und Lino Wehrheim (2021): Cyclicity of real estate-related trends: topic modelling and sentiment analysis on German real estate news. In: Journal of European Real Estate Research 14 (3), 2021, S. 381–400, doi:10.1108/JERER-12-2020-0059.
- mit Simon Wiersma und Michael Heinrich (2021): Segmenting German housing markets using principal com-ponent and cluster analyses. In: International Journal of Housing Markets and Analysis 15 (3), 2021, S. 548–578, doi:10.1108/IJHMA-01-2021-0006.
- mit Bing Wang (Hrsg.): Understanding China’s Real Estate Markets: Development, Finance, and Investment. 2. Edition, Springer, Cham 2021, ISBN 978-3-030-71748-3.
- mit Philipp Schäfer: Does urban tourism attractiveness affect young adult migration in Germany? In: Journal of Property Investment & Finance 36 (1), 2018, S. 68–90.
- mit Hermann Stapenhorst (Hrsg.): Real Estate Due Diligence : A Guideline for Practitioners. Springer International Publishing, Berlin 2018, ISBN 978-3-319-62508-9.
- mit Steffen Uttich: Es sind nicht nur Gebäude: Was Anleger über Immobilienmärkte wissen müssen. 2., überarb. u. erw. Auflage. Frankfurter Allgemeine Buch, Frankfurt 2018, ISBN 978-3-96251-010-7.
- Demografie und Immobilien. 2., überarb. Auflage. Oldenbourg, München 2013, ISBN 978-3-486-71364-0.
- mit Wolfgang Maennig (Hrsg.): Understanding German Real Estate Markets. Springer, 2. Auflage, Berlin 2016, ISBN 978-3-319-32030-4.
- mit Justus Haucap: Not Guilty? Another Look at the Nature and Nurture of Economics Students. In: European Journal of Law and Economics. 29, 2010, S. 239–254.
- Globalisierung und Ideologie. Eine Analyse der Existenz und Persistenz von Partisaneffekten bei zunehmender Internationalisierung der Märkte. Frankfurt 2001.
- mit Klaus W. Zimmermann: The Euro and Political Credibility in Germany. In: Challenge – The Magazine of Economic Affairs. 44 (5), 2001, S. 102–120.